# Sufján Amrabat
Sufján Amrabat (anglickým přepisem: Sofyan Amrabat; * 21. srpna 1996 Huizen) je marocký profesionální fotbalista, který hraje na pozici defensivního záložníka za anglický klub Manchester United FC, kde je na hostování z Fiorentiny, a za marocký národní tým.
Amrabat se narodil v Nizozemsku a v roce 2010 reprezentoval svou rodnou zemi na mládežnické úrovni, v roce 2013 se však rozhodl reprezentovat Maroko. V reprezentaci Maroka debutoval v roce 2017 a od té doby reprezentoval zemi na dvou mistrovstvích světa a na jednom turnaji Afrického poháru národů.

## Klubová kariéra
Amrabat zahájil svou profesionální kariéru v roce 2014 v dresu Utrechtu, v jehož akademii působil od roku 2007. Poté, co se v sezóně 2016/17 nadobro prosadil do základní sestavy, přestoupil v létě 2017 do Feyenoordu, kterému se upsal na 4 roky.
Po jedné sezóně, kdy s Feyenoordem ovládl KNVB beker a nizozemské superpoháry, přestoupil do Clubu Bruggy. V Belgii se však nadlouho neusadil, když po jedné sezóně opět měnil své působiště; v létě 2019 byl poslán na roční hostování do italského Hellasu Verona.
V lednu 2020 se Hellas rozhodl aktivovat opci na trvalý přestup Amrabata ve výši téměř 4 milionů euro a následně jej ihned prodat Fiorentině a jako odstupné získal 20 milionů eur. Amrabat však do konce sezóny 2019/20 zůstal ve Veroně na hostování.

## Reprezentační kariéra

### Mládežnický tým Nizozemska
Amrabat se narodil v Nizozemsku rodičům marockého původu. V roce 2010 se rozhodl reprezentoval Nizozemsko na úrovni hráčů do 15 let.

### Maroko
Amrabat byl nominován do marockého týmu do 17 let na mistrovství světa ve fotbale v roce 2013.
28. března 2017 debutoval Amrabat v seniorské reprezentaci Maroka, a to při přátelském utkání s Tuniskem (1:0). V květnu 2018 byl zařazen do 23členného týmu Maroka pro mistrovství světa ve fotbale 2018 v Rusku.
10. listopadu 2022 byl Amrabat zařazen do 26členného marockého týmu pro mistrovství světa ve fotbale 2022 v Kataru. 6. prosince 2022 předvedl v osmifinále proti Španělsku skvělý výkon a pomohl Maroku senzačně postoupit do čtvrtfinále, kde si poradili i s Portugalskem a dokončili tak senzaci, když se jim jako prvnímu africkému týmu v historii podařilo se probojovat mezi nejlepší čtyři týmy světového šampionátu.

## Osobní život
Sufján je mladším bratrem bývalého marockého reprezentanta Nurdína Amrabata.

## Statistiky

### Klubové
K 13. listopadu 2022
| Klub                  | Sezóna  | Liga               | Liga   | Liga | Pohár  | Pohár | Evropské poháry | Evropské poháry | Ostatní | Ostatní | Celkem | Celkem |
| Klub                  | Sezóna  | Liga               | Zápasy | Góly | Zápasy | Góly  | Zápasy          | Góly            | Zápasy  | Góly    | Zápasy | Góly   |
| --------------------- | ------- | ------------------ | ------ | ---- | ------ | ----- | --------------- | --------------- | ------- | ------- | ------ | ------ |
| Utrecht               | 2014/15 | Eredivisie         | 4      | 0    | 0      | 0     | —               | —               | —       | —       | 4      | 0      |
| Utrecht               | 2015/16 | Eredivisie         | 11     | 0    | 1      | 0     | —               | —               | —       | —       | 12     | 0      |
| Utrecht               | 2016/17 | Eredivisie         | 34     | 1    | 4      | 0     | —               | —               | —       | —       | 38     | 1      |
| Utrecht               | Celkem  | Celkem             | 49     | 1    | 5      | 0     | —               | —               | —       | —       | 54     | 1      |
| Feyenoord             | 2017/18 | Eredivisie         | 21     | 1    | 3      | 0     | 6               | 1               | 1       | 0       | 31     | 2      |
| Feyenoord             | 2018/19 | Eredivisie         | 0      | 0    | 0      | 0     | 1               | 0               | 1       | 0       | 2      | 0      |
| Feyenoord             | Celkem  | Celkem             | 21     | 1    | 3      | 0     | 7               | 1               | 2       | 0       | 33     | 2      |
| Club Brugge           | 2018/19 | Belgian Pro League | 24     | 1    | 1      | 0     | 4               | 0               | —       | —       | 29     | 1      |
| Club Brugge           | 2019/20 | Belgian Pro League | 1      | 0    | 0      | 0     | 0               | 0               | —       | —       | 1      | 0      |
| Club Brugge           | Celkem  | Celkem             | 25     | 1    | 1      | 0     | 4               | 0               | —       | —       | 30     | 1      |
| Hellas Verona (host.) | 2019/20 | Serie A            | 34     | 1    | 0      | 0     | —               | —               | —       | —       | 34     | 1      |
| Fiorentina            | 2020/21 | Serie A            | 31     | 0    | 2      | 0     | —               | —               | —       | —       | 33     | 0      |
| Fiorentina            | 2021/22 | Serie A            | 23     | 1    | 2      | 0     | —               | —               | —       | —       | 25     | 1      |
| Fiorentina            | 2022/23 | Serie A            | 13     | 0    | 0      | 0     | 7               | 0               | —       | —       | 20     | 0      |
| Fiorentina            | Celkem  | Celkem             | 67     | 1    | 4      | 0     | 7               | 0               | —       | —       | 78     | 1      |
| Celkem                | Celkem  | Celkem             | 188    | 5    | 14     | 0     | 18              | 1               | 9       | 1       | 221    | 6      |

### Reprezentační
K 17. prosinci 2022
| Maroko | Maroko | Maroko |
| Rok    | Zápasy | Góly   |
| ------ | ------ | ------ |
| 2017   | 2      | 0      |
| 2018   | 6      | 0      |
| 2019   | 6      | 0      |
| 2020   | 4      | 0      |
| 2021   | 9      | 0      |
| 2022   | 19     | 0      |
| Celkem | 46     | 0      |

## Ocenění

### Klubová

#### Feyenoord
- KNVB Cup: 2017/18[18]
- Nizozemský superpohár: 2017,[19] 2018[20]

#### Club Brugge
- Jupiler Pro League: 2019/20[21]

### Individuální
- Hráč měsíce Eredivisie: listopad 2017
- Hráč sezóny Hellasu Verona: 2019/20[22]
- Gazzetta dello Sport Nejlepší africký hráč v Serii A: 2020[23]